# ヴァイスシュヴァルツ ポータブル
『ヴァイスシュヴァルツ ポータブル』（ドイツ語：Weiß Schwarz Portable）は、2011年11月23日にバンダイナムコゲームスより発売のPlayStation Portable用ゲームソフト。

## 概要
トレーディングカードゲーム「ヴァイスシュヴァルツ」を題材に、トレーディングカードゲームのシミュレーションを楽しむゲームである。
本作のタイトルである「ヴァイスシュヴァルツ」は、ドイツ語に由来している。「ヴァイス」（ドイツ語：Weiß）は「白」、「シュヴァルツ」（ドイツ語：Schwarz）は「黒」の意である。トレーディングカードゲーム版を開発、販売するブシロードにて、社長を務める木谷高明が命名した。また、「ポータブル」とは、本作のプラットフォームに由来している。本作のプラットフォームはPlayStation Portable（英語：PlayStation Portable）であるが、その名称に因んで、末尾に「ポータブル」（英語：portable）を附加している。なお、ドイツ語の語順としては「シュヴァルツヴァイス」の方がより自然であるが、日本語話者が音読した際の語感を重視して「ヴァイスシュヴァルツ」にしたとされる。

## ゲーム内容
カードシミュレーションゲームとして、トレーディングカードゲーム「ヴァイスシュヴァルツ」の公式ルールに準拠したカードゲームを楽しむことができる。対戦相手がいなくても、PlayStation Portableがあれば一人でもカードゲームをプレイすることが可能である。本作には、1000種類以上のカードが収録されている。ゲーム内にてカードを収集して独自のデッキを構築することもでき、それをシミュレーションすることで、実際にトレーディングカードゲーム版をプレイするときに生かすことができる。また、トレーディングカードゲーム版をプレイしたことのないユーザのため、チュートリアル機能も搭載されている。
なお、開発元であるバンダイナムコゲームスでは、本作のジャンルを「カードシミュレーター×恋愛ADV」と表記しており、カードシミュレーションゲームとしての側面と、恋愛アドベンチャーゲームとしての側面の双方を兼ね備えている。

## ストーリー・設定
トレーディングカードゲーム「ヴァイスシュヴァルツ」の世界観は、テーブルを一つの世界と見立てて、複数のアニメーション作品やゲーム作品に登場するキャラクターが同一の世界で戦うというものである。そのため、本作に登場するカードには、主としてアニメーションやゲームのキャラクターが描かれている。カードゲームとして対戦する際には、多様な作品のキャラクターが、入り乱れて争うこととなる。
それらのカードは、出典ごとに「ヴァイスサイド」と「シュヴァルツサイド」に分かれている。なお、両サイドの分類基準については、「かわいいヒロインたちが登場する人気タイトル」はヴァイスサイドに分類されることが多く、「男女を問わず活躍する、ヒーロー・ヒロインたちが中心」の作品はシュヴァルツサイドに分類されることが多いとされる。

### キャラクター
「ポータブル」版の登場作品は、トレーディングカードゲーム版に参加した全作品から、「ヴァイスサイド」や「シュヴァルツサイド」各4シリーズを選びに登場した。なお、『劇場版 マクロスF』以外、2010年11月まで発売されたカードセットのカードのみに収録ため、トレーディングカードゲーム版が存在する一部カードセットが収録されていない。
また、バンダイナムコゲームスに制作したゲーム作品は、トレーディングカードゲーム版登場作品とは別、ゲームオリジナルカードとして登場する。

#### 登場作品
| ヴァイスサイド                                                                                | シュヴァルツサイド                                                                            |
| --------------------------------------------------------------------------------------------- | --------------------------------------------------------------------------------------------- |
| 魔法少女リリカルなのはA's 魔法少女リリカルなのはStrikerS 魔法少女リリカルなのは The MOVIE 1st | 探偵オペラ ミルキィホームズ                                                                   |
| 涼宮ハルヒの憂鬱                                                                              | THE IDOLM@STER THE IDOLM@STER Dearly Stars                                                    |
| クドわふたー Angel Beats!                                                                     | 劇場版 マクロスF 虚空歌姫〜イツワリノウタヒメ〜 劇場版 マクロスF 恋離飛翼〜サヨナラノツバサ〜 |
| とある魔術の禁書目録 とある科学の超電磁砲                                                     | Fate/stay night Fate/hollow ataraxia                                                          |
| バンダイナムコゲームス オリジナル                                                             |                                                                                               |

「ブーストヴァイス」と「ブーストシュヴァルツ」では新規にゲームを始める際、いわゆる「スターターデッキ」（カードゲームとしてすぐに対戦できるようにあらかじめ構築されたデッキ）として選択できる作品が異なるだけで、最終的には同じカードが使えるようになる。
登場するキャラクターについて、ヴァイスサイド、および、シュヴァルツサイドごとに、それぞれ出典を記載した。キャラクターの詳細については、各作品の記事を参照されたい。

### ルール
本作は、原則的にはトレーディングカードゲーム版「ヴァイスシュヴァルツ」のルールに準拠している。トレーディングカードゲーム版の販売元であるブシロードの「ヴァイスシュヴァルツ」チームが協力、および、監修を担当している。ルールの詳細については、他の記事を参照されたい。

## ストーリーモード

### キャラクター（ストーリー）
雪乃涼花（ゆきの すずか）
声 - 悠木碧
【性別：女 / 年齢：17】
白黒学園2年生。主人公の同級生。主人公とは、10年ぶりに再会する幼なじみ。明らかに天然で誰にでも愛される優等生。何かにつけて食べ物に例える癖がある。
天珀翠子（あめく すいこ）
声 - 矢作紗友里
【性別：女 / 年齢：17】
白黒学園2年生。主人公の同級生。クラスの委員長でクールで生真面目で自分に厳しくルールに厳しい口うるさく接するが実は、その言葉の裏に隠された秘密が...?
柴美波（しば みなみ）
声 - 沢城みゆき
【性別：女 / 年齢：17】
白黒学園2年生。主人公の同級生。剣の達人で明朗活発で明るくて前向きで元気娘なしっかり者の武士ガールで少し妄想気味が入っているので暴走してしまう。各種運動部と女子人気がある。スポーツ万能。巫女の家系を持つ。とある理由で男子に拒絶反応しやすいが本当は、負けず嫌いな優しい女の子である。
襟沢英（えりさわ えい）
声 - 津田美波
【性別：女 / 年齢：18 】
白黒学園3年生。主人公の先輩。何時もヘッドホンを掛けているケンカに強くロックな一匹狼少女。
夜月アリア（よづき ありあ）
声 - 金元寿子
【性別：女 / 年齢：16 】
白黒学園1年生。見た目は幼いが、天才的な発明の才能を持っている。オカルトにハマっているらしく、水晶玉を通じてヘンな電波を受信している。主人公の後輩。
江賀瀬利奈（えが せりな）
声 - 南條愛乃
【性別：女 / 年齢：16 】
白黒学園1年生。主人公の後輩。ロシアにある姉妹校から来た、ハーフでナイスバディな留学生。明るく親しみ易い性格だが、特殊な趣味を持ち、怪しい日本語をしゃべりまくる。
呉尾菜々（くれお なな）
声 - 早見沙織
【性別：女 / 年齢：18 】
白黒学園3年生。主人公の先輩。控えめな性格のお嬢様で、いつも珍しいペットを連れている。進んで人と関わろうとせず、物憂げな表情をしている。

## 主題歌
エンディングテーマ「このまま、ずっと」
作詞 - FLAT5th Rico / 作曲・編曲 - 木村秀彬 / 歌 - 愛美

## コミカライズ
ストーリーモードのコミカライズが海産物の作画でバンダイナムコゲームスの広報誌Side-BNの76-83号に連載。

## ラジオ
『ヴァイスシュヴァルツ ポータブル 矢作紗友里・南條愛乃の 白黒学園放送部』は、2011年7月28日から12月22日までHiBiKi Radio Stationで配信されていたラジオ番組。木曜日配信（不定期）。
パーソナリティ
- 矢作紗友里（天珀翠子 役）
- 南條愛乃（江賀瀬利奈 役）

ゲスト
- #3 植田佳奈（Fate/stay night - 遠坂凛 役）
- #4 平田宏美（アイドルマスターシリーズ - 菊地真 役）/仁後真耶子（同 - 高槻やよい 役）/浅倉杏美（同 - 萩原雪歩 役）
- #5 遠藤綾（劇場版 マクロスF - シェリル・ノーム 役）
- #6 喜多村英梨（Angel Beats! - ユイ 役）
- #7 井口裕香（とある魔術の禁書目録 - インデックス 役）
- #8 佐藤利奈（とある科学の超電磁砲 - 御坂美琴 役）
- #9 鈴田美夜子（クドわふたー - 能美クドリャフカ 役）
- #10 愛美（エンディングテーマ歌手）
- #11 真田アサミ（魔法少女リリカルなのは - ヴィータ 役）
- #12 三森すずこ（探偵オペラ ミルキィホームズ - シャーロック・シェリンフォード 役）/佐々木未来（同 - エルキュール・バートン 役）
- #13,17 伊藤翔平（プロデューサー）
- #14 津田美波（襟沢英 役）
- #16 金元寿子（夜月アリア 役）